# Tipula zambeziensis
Tipula zambeziensis är en tvåvingeart som beskrevs av Alexander 1917. Tipula zambeziensis ingår i släktet Tipula och familjen storharkrankar. Inga underarter finns listade i Catalogue of Life.